# 루이 톰린슨
루이 윌리엄 톰린슨(Louis William Tomlinson) 전 이름: 루이 트로이 오스틴(Louis Troy Austin), 1991년 12월 24일 ~ )은 영국의 가수이자, 아이돌 팝 그룹 원 디렉션의 리더 겸 멤버이기도 하다.

## 약력
그는 잉글랜드 사우스요크셔주 동커스터 출신으로, 본명은 루이 트로이 오스틴이다. 친부의 성씨인 오스틴을 쓰지 않고, 어머니 조한나와 재혼한 새 아버지 마크의 성씨인 톰린슨을 쓰고 있다. 그에게는 5명의 이복 여동생들이 있다.
그는 11세 때, ITV의 텔레비전 드라마에 캐스팅되었다. 이 후, 방과 후 여가 시간에 연기 학교에 참석하기 시작했다. 지방 극장에서 공연도 하며 헤이필드 스쿨에 다녔고, 돈캐스터 로버스 축구 클럽에 소속하기도 했다. 2010년 영국의 오디션 프로그램 《더 엑스 팩터》에 참가하면서 원 디렉션 멤버로 합류하게 되었다.
현재는 돈캐스터 로버스의 구단주이다. 2016년부터 2018년을 제외하고 매년 꾸준한 활동을 해오고 있으며
2020년 1월 31일 첫 솔로 앨범 WALLS를 발매했다.

## 같이 보기
- 원 디렉션
- 브릿팝